# Via Verda
|  | No s'ha de confondre amb Via verda (espai natural). |

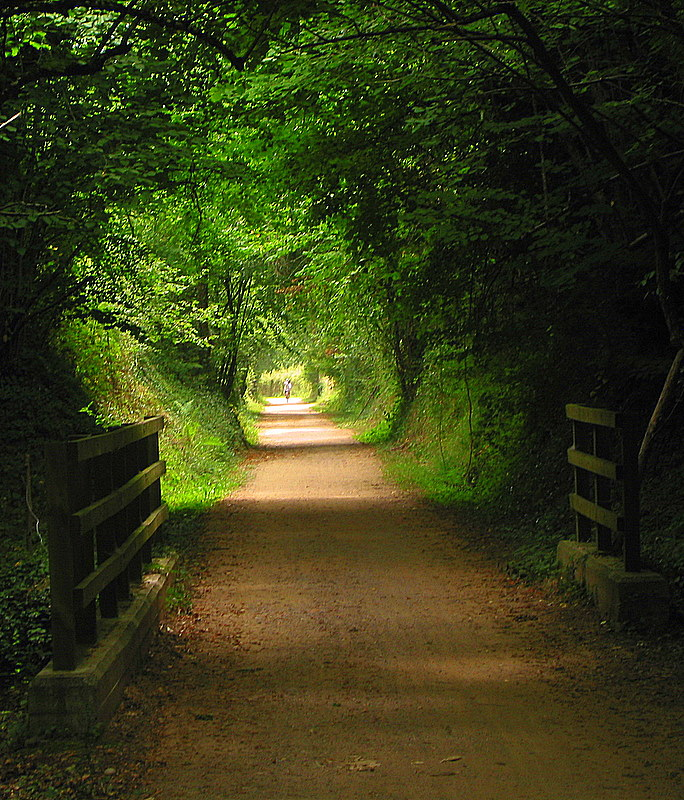
Via verda Olot-Girona

Les vies verdes són antics traçats ferroviaris en desús adaptats per a poder recórrer-los en bicicleta, a peu i a cavall, ja que normalment no està permesa la circulació de vehicles de motor i els pendents dels traçat són molt suaus doncs antigament hi passaven ferrocarrils.

## Característiques
Una via verda sol aparèixer quan una via fèrria en desús es vol recuperar doncs té algun tipus d'interès natural o cultural. L'acondicionament sol estar a càrrec de les administracions públiques en col·laboració amb entitats procedents del món ferroviari com la Fundació de Ferrocarrils Espanyols. L'objectiu és doble: cohesionar el territori i donar-li una nova empenta social i econòmica, a través del turisme interessat en la natura i en l'esport (ja sigui senderisme o cicloturisme).

## Relació de vies verdes

### Aragó
- Ferrocarril del Val de Zafán que enllaça amb el tram català a la comarca de la Terra Alta.

### Catalunya
- Ruta del Ferro i del Carbó: Ripoll - Ogassa (15 km)[1]
- Ruta del Carrilet I: Olot - Girona (54 km)[2]
- Ruta del Carrilet II: Girona - Sant Feliu de Guíxols (40 km)[3]
- Ruta del Tren Petit: Palamós - Palafrugell (6 km)[4]
- Via verda de Val de Zafan:
  - Via Verda del Baix Ebre: Tortosa - Estadió del Pinell de Brai (26 km)[5]
  - Via verda el Carrilet: Serinyà- Girona (40km)
  - Via verda de la Terra Alta: estació del Pinell de Brai - Arnes (23 km)[6] on enllaça amb el tram aragonès de l'antic ferrocarril.
- Via Verda del Vallès (6 km)

### País Valencià
- Via Verda d'Ojos NegrosVia Xurra: València - Puçol (15 km)[7][8]

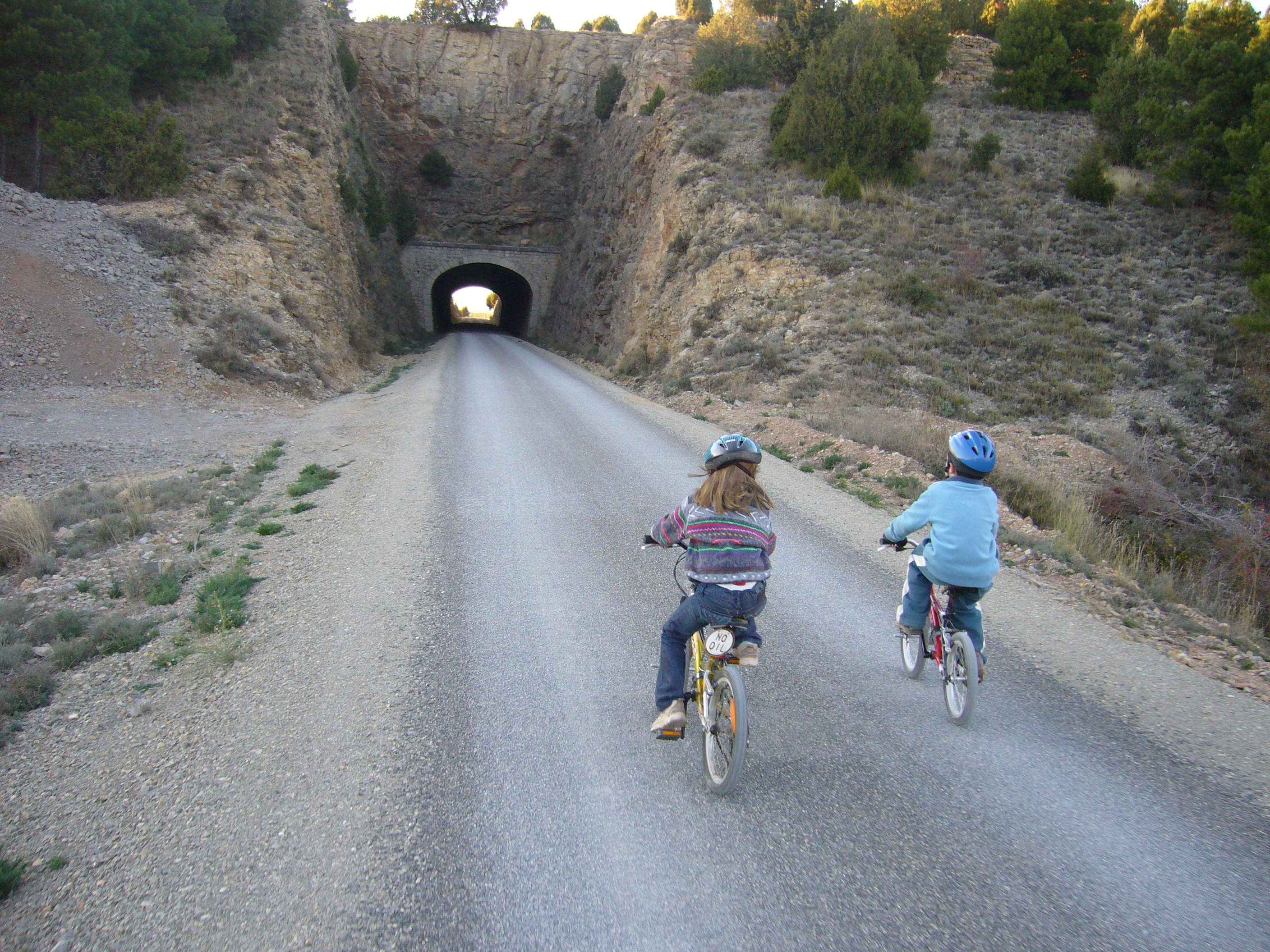
Via Verda d'Ojos Negros

- Via Verda d'Ojos Negros: Algímia d'Alfara - Barraques (70 km)[7][9]
- Via verda de la Safor: Gandia - Oliva (7 km)[7][10]
- Via verda del Serpis: Gandia - Alcoi (40 km)[7]
- Via verda del Xixarra 2: Santuari de les Virtuts - Biar (42 km)[7][11]
- Via verda del Xixarra 3: Alcoi - Biar (42 km)[7]
- Via verda de Torrevella: Torrevella - Carretera dels Montesinos (CV-945) (6,7 km)[7][12]
- Via verda del Maigmó: Agost - Port del Maigmó (22 km)[7][13]
- Via verda d'Alcoi: Alcoi - La canal (10 km)[14]